# Dysdera praepostera
Dysdera praepostera är en spindelart som beskrevs av Denis 1961. Dysdera praepostera ingår i släktet Dysdera och familjen ringögonspindlar.
Artens utbredningsområde är Marocko. Inga underarter finns listade i Catalogue of Life.